# National Invitation Tournament 1943
El National Invitation Tournament 1943 fue la sexta edición del National Invitation Tournament. La disputaron ocho equipos, celebrándose la competición en el Madison Square Garden de Nueva York. El ganador fue la Universidad St. John's, que lograba su primer título.

## Equipos
| Creighton              |
| Fordham                |
| Manhattan              |
| Rice                   |
| St. John's             |
| Toledo                 |
| Washington & Jefferson |
| Western Kentucky       |

## Fase final
Cuadro final de resultados.
|  | Cuartos de final       | Cuartos de final       | Cuartos de final       |                        |            | Semifinales | Semifinales | Semifinales |         |                        | Final                  | Final                  | Final |  |
|  |                        |                        |                        |                        |            |             |             |             |         |                        |                        |                        |       |  |
|  |                        |                        |                        |                        |            |             |             |             |         |                        |                        |                        |       |  |
|  | St. John's             | St. John's             | 51                     |                        |            |             |             |             |         |                        |                        |                        |       |  |
|  | St. John's             | St. John's             | 51                     |                        |            |             |             |             |         |                        |                        |                        |       |  |
|  | Rice                   | Rice                   | 49                     |                        |            |             |             |             |         |                        |                        |                        |       |  |
|  | Rice                   | Rice                   | 49                     |                        | St. John's | St. John's  | 69          |             |         |                        |                        |                        |       |  |
|  |                        |                        |                        |                        | St. John's | St. John's  | 69          |             |         |                        |                        |                        |       |  |
|  |                        |                        | Fordham                | Fordham                | 43         |             |             |             |         |                        |                        |                        |       |  |
|  | Fordham                | Fordham                | Fordham                | Fordham                | 43         | 60          |             |             |         |                        |                        |                        |       |  |
|  | Fordham                | Fordham                |                        |                        |            |             |             |             |         |                        |                        |                        |       |  |
|  | Western Kentucky       | Western Kentucky       | 58                     |                        |            |             |             |             |         |                        |                        |                        |       |  |
|  | Western Kentucky       | Western Kentucky       | 58                     |                        |            |             |             |             |         | St. John's             | St. John's             | 48                     |       |  |
|  |                        |                        |                        |                        |            |             |             |             |         | St. John's             | St. John's             | 48                     |       |  |
|  |                        |                        | Toledo                 | Toledo                 | 27         |             |             |             |         |                        |                        |                        |       |  |
|  | Toledo                 | Toledo                 | Toledo                 | Toledo                 | 27         | 54          |             |             |         |                        |                        |                        |       |  |
|  | Toledo                 | Toledo                 |                        |                        |            |             |             |             |         |                        |                        |                        |       |  |
|  | Manhattan              | Manhattan              | 47                     |                        |            |             |             |             |         |                        |                        |                        |       |  |
|  | Manhattan              | Manhattan              | 47                     |                        | Toledo     | Toledo      | 46          |             |         | Tercer y cuarto puesto | Tercer y cuarto puesto | Tercer y cuarto puesto |       |  |
|  |                        |                        |                        |                        | Toledo     | Toledo      | 46          |             |         | Tercer y cuarto puesto | Tercer y cuarto puesto | Tercer y cuarto puesto |       |  |
|  |                        |                        | Washington & Jefferson | Washington & Jefferson | 39         |             |             |             |         |                        |                        |                        |       |  |
|  | Washington & Jefferson | Washington & Jefferson | Washington & Jefferson | Washington & Jefferson | 39         | 43          |             |             | Fordham | Fordham                | 34                     |                        |       |  |
|  | Washington & Jefferson | Washington & Jefferson |                        |                        |            |             |             |             | Fordham | Fordham                | 34                     |                        |       |  |
|  | Creighton              | Creighton              | 42                     |                        |            |             |             |             |         |                        | Washington & Jefferson | Washington & Jefferson | 39    |  |
|  | Creighton              | Creighton              | 42                     |                        |            |             |             |             |         |                        | Washington & Jefferson | Washington & Jefferson | 39    |  |
|  |                        |                        |                        |                        |            |             |             |             |         |                        |                        |                        |       |  |

| Campeón del NIT 1943             |
| -------------------------------- |
| St. John's Red Storm 1.er título |